# Sterling (Nebraska)
Sterling je vesnice v okrese Johnson County ve státě Nebraska ve Spojených státech amerických. K roku 2010 zde žilo 476 obyvatel. S celkovou rozlohou 1,06 km2 byla hustota zalidnění 449 obyvatel na km2.